# Bardish Chagger

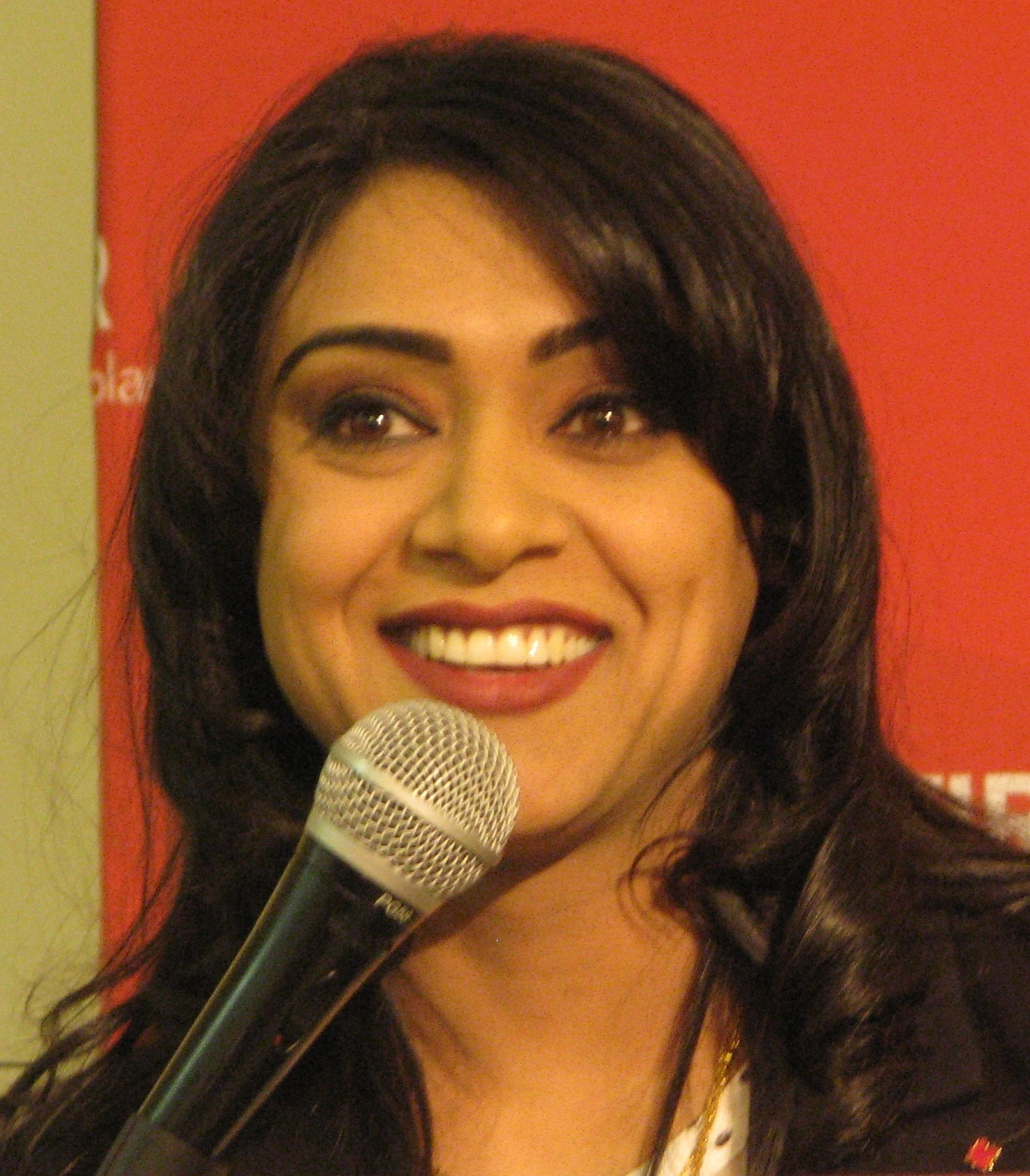
Bardish Chagger 2015

Bardish Chagger PC (* 6. April 1980 in Waterloo, Ontario) ist eine kanadische Politikerin der Liberalen Partei. Im 29. Kanadischem Kabinett von Premierminister Justin Trudeau amtierte sie ab November 2019 als Ministerin für Vielfalt, Inklusion und Jugend. Im Rahmen der Kabinettsumbildung am 26. Oktober 2021 schied sie aus diesem aus. Vor dieser Ministertätigkeit war sie Fraktionsvorsitzende der Liberalen im kanadischen Unterhaus und Ministerin für Kleinunternehmen und Tourismus. Chagger repräsentiert seit 2015 den in der Provinz Ontario gelegenen Wahlkreis Waterloo im kanadischen Unterhaus.

## Leben und Werk
Chaggers Eltern wanderten in den 1970er Jahren von Indien nach Waterloo aus. Ihr Vater Gurminder „Gogi“ Chagger engagierte sich in der Liberalen Partei und bewunderte Pierre Trudeau. Chagger setzte sich als Dreizehnjährige als Freiwillige bei der Kanadischen Unterhauswahl 1993 für den Sieg von Andrew Telegdi im Wahlkreis Waterloo ein. Sie besuchte die University of Waterloo und wollte Krankenschwester werden, wurde aber später zur Assistentin von Telegdi, der von 1993 bis 2008 im Unterhaus saß.
Charger schloss die Universität mit einem Bachelor of Science ab. Nach Telegdis Abwahl 2008 leitete Chagger Events im Kitchener-Waterloo Multicultural Centre.
Im Wahlkampf von Justin Trudeau 2013 wurde Chagger zum Kandidaten der Liberalen Partei für ihren Wahlkreis. Mit 50 % der Stimmen gewann sie gegen den konservativen Peter Braid einen Sitz im kanadischen Unterhaus.
Am 4. November 2015 wurde sie von Justin Trudeau im 29. Kabinett zur Ministerin für Kleinunternehmen und Tourismus (Englisch: Minister of Small Business and Tourism, Französisch: Ministre de la Petite Entreprise et du Tourisme) ernannt. Am 18. Juli 2018 wurde von diesem Amt entbunden, das in zwei Teilressorts aufgespalten wurde. Neue Tourismusministerin wurde Mélanie Joly, neue Ministerin für Kleinunternehmen Mary Ng.
Von August 2016 bis November 2019 war Chagger die Fraktionsvorsitzende der Liberalen im Unterhaus. Bei der Unterhauswahl 2019 konnte sie ihren Sitz mit 48,8 Prozent der Stimmen verteidigen. Bei einem auf die Wahl folgenden Kabinettumbau im November 2019 erhielt Chagger die neu geschaffene Rolle der Ministerin für Vielfalt, Inklusion und Jugend. Den Fraktionsvorsitz übernahm Pablo Rodríguez.